# کلر دورس
کلِر دِوِرس (به فرانسوی: Claire Devers‎؛ زادهٔ ۲۰ اوت ۱۹۵۵) کارگردان، و فیلم‌نامه‌نویس اهل فرانسه است. از فیلم‌های او می‌توان به سیاه و سفید اشاره کرد که برنده دوربین طلایی جشنواره فیلم کن شده است.